# 伊梅雷蒂王国
伊梅雷蒂王国〔喬治亞語：〕，又译为伊梅列希王国，格鲁吉亚历史的一个王朝，1455年分裂自格鲁吉亚王国。该王国建立后，该国陷入连续的对外战争中。1810年，该王国被俄罗斯帝国吞并。